# American Girl (canção de Tom Petty)
American Girl é uma canção de rock escrita por Tom Petty e gravada por Tom Petty and the Heartbreakers para o seu álbum de estreia auto-intitulado em 1976. Foi lançado como single e não chegou às paradas nos Estados Unidos, mas chegou ao 40º lugar no Reino Unido na semana que terminou em 27 de agosto de 1977. Foi relançado em 1994 como o segundo single do álbum Greatest Hits de Petty e alcançou o 68º lugar no Top 100 da US Cash Box.
Apesar do sucesso limitado nas paradas, American Girl se tornou uma das músicas mais populares de Petty e uma canção importante do rock clássico . Ele sempre foi classificado como sua melhor música e uma das melhores músicas de rock de todos os tempos, e foi chamado "mais do que um padrão de rock clássico - é praticamente parte do cânone literário americano". Também tem sido usado em vários filmes e programas de televisão, geralmente durante uma cena em que um personagem, como o protagonista da letra da música, "anseia por algo maior do que a sua existência atual".
American Girl foi a última música tocada em concerto por Tom Petty and the Heartbreakers. Eles tocaram para encerrar o bis de sua performance em 25 de setembro de 2017 no Hollywood Bowl em Los Angeles, Califórnia, o concerto final de sua 40th Anniversary Tour. Petty morreu de complicações devido a uma parada cardíaca após uma overdose acidental de remédios prescritos em 2 de outubro, pouco mais de uma semana depois.

## Composição e gravação

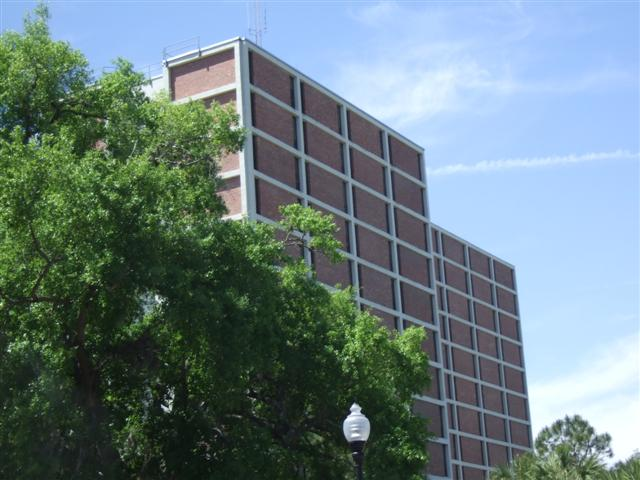
Beatty Towers - dorm at the w:University of Florida, w:Gainesville, Florida

American Girl foi escrita por Tom Petty na época em que ele e os Heartbreakers assinaram seu primeiro contrato de gravação. Foi gravado em 4 de julho de 1976, no Bicentenário dos Estados Unidos.
"American Girl" usa instrumentação de rock padrão de guitarras elétricas, baixo elétrico, bateria e teclados. O andamento é rápido e "urgente" e é construído em um riff de guitarra repetitivo, baseado em uma "batida de Bo Diddley". Conforme descrito na Rolling Stone, "O riff sobrecarregado estabeleceu o modelo para décadas de sucessos de Petty, mas também foi uma homenagem aos Byrds: as guitarras gêmeas de Petty e Mike Campbell refletiam as 12 cordas de Roger McGuinn, impregnando os sons de folk-rock da década de 1960 com a energia das novas ondas".

#### Letras e rumores
Devido às letras de uma garota desesperada na varanda ouvindo "carros rolando no 441", havia rumores de que a música havia sido escrita sobre uma estudante universitária que cometeu suicídio pulando da residência da Beaty Towers na Universidade da Flórida, na Flórida. Gainesville, Flórida. Beaty Towers está localizada nos limites do campus da universidade, ao lado da Rota 441 dos EUA (chamada NW 13th Street pela cidade), e a residência foi aberta em 1967, quando Petty ainda era um adolescente morando em sua cidade natal, Gainesville.
De acordo com Carl Van Ness, ex-historiador da Universidade da Flórida, houve muitos suicídios na história da escola, mas como a universidade não mantém um arquivo deles, ele "não sabe ao certo" se algum desses suicidios envolveu um salto da Beaty Tower. O porta-voz da Universidade da Flórida, Steve Orlando, disse que ninguém cometeu suicídio pulando de Beaty Towers, que seria um empreendimento difícil, já que os dormitórios têm janelas estreitas e sem sacada.
Quando perguntado diretamente sobre a história no livro Conversations with Tom Petty, Petty respondeu:
Não me lembro exatamente. Eu estava morando em um apartamento onde estava perto da estrada. E os carros passavam. Em Encino, perto da Casa de Leon Russell. E lembro-me de pensar que aquilo parecia o oceano para mim. Esse era o meu oceano, minha Malibu. Onde ouvi as ondas baterem, mas eram apenas os carros passando. Eu acho que isso deve ter inspirado a letra.
 A letra da linha de abertura "criada sob promessas" ecoa uma linha de diálogo no filme de Francis Ford Coppola, de 1963, Dementia 13 . Referindo-se a outra mulher, a personagem Louise diz (aos 17 minutos): "Especialmente uma garota americana. Você pode dizer que ela foi criada com promessas."

## Pessoal
Tom Petty e os Heartbreakers apresentaram a música no programa de televisão da BBC2 The Old Gray Whistle Test, em 1978.
- Ron Blair - baixo
- Mike Campbell - guitarra, guitarra rítmica (played in unison with Petty)
- Stan Lynch - bateria
- Tom Petty - guitarra rítmica (played in unison with Campbell), vocal principal
- Benmont Tench - piano, órgão de Hammond

De acordo com Tom Petty, o The Strokes admitiu ter tomado o riff do seu single de 2001, "Last Nite", dessa música. Em uma entrevista de 2006 à revista Rolling Stone, Petty disse que "The Strokes levou 'American Girl', e eu vi uma entrevista com eles onde eles realmente o admitiram. Aquilo me fez rir alto. Eu estava tipo, 'OK, bom para você.' Isso não me incomoda." Os Strokes tocaram como um ato de abertura para Tom Petty and the Heartbreakers por várias datas da turnê de 2006.
- Phil Seymour - todos os vocais secundários

## Na cultura popular
A música foi apresentada em vários filmes de Hollywood e episódios de programas de televisão, principalmente FM (1978), Fast Times em Ridgemont High (1982), O Silêncio dos Inocentes (1991), The Sopranos (1999), Scrubs (2001), Chasing Liberty (2004), Parks and Recreation (2009), Ricki e o Flash (2015) e The Handmaid's Tale (2017). Seu uso em O Silêncio dos Inocentes fez parte da lista dos 11 principais usos do rock clássico no cinema na UGO .
De acordo com Tom Petty, o The Strokes admitiu ter tomado o riff do seu single de 2001, " Last Nite ", dessa música. Em uma entrevista de 2006 à revista Rolling Stone, Petty disse que "The Strokes levou 'American Girl', e eu vi uma entrevista com eles onde eles realmente o admitiram. Aquilo me fez rir alto. Eu estava tipo, 'OK, bom para você.' Isso não me incomoda. " Os Strokes tocaram como um ato de abertura para Tom Petty e os Heartbreakers por várias datas da turnê de 2006.
Roger McGuinn, do The Byrds (uma grande influência na música de Petty), lançou sua própria versão de "American Girl" em seu LP Thunderbyrd em 1977. A semelhança entre o disco de Petty e o estilo musical dos The Byrds era tão forte que, quando seu empresário tocou "American Girl" pela primeira vez, McGuinn perguntou: "Quando eu escrevi essa música?"
"American Girl" também foi coberta pelos seguintes artistas: The Killers, The Shins, Jason Isbell, Green Day, Elle King, Cindy Alexander, Angel City Outcasts, Elvis Costello, Melora Creager, Cruiserweight, Dance Hall Crashers, Def Leppard ( a partir yeah! 2006), Val Emmich, The Dollyrots, Everclear, Fun, The Gaslight Anthem, Goo Goo Dolls, Gin Blossoms, Gods Humble, reputação doente, Mannequin de Jack, Larkin Poe, Matchbox 20, Matthew Sweet, Of Montreal, Pearl Jam, Rasputina, Santos do Subterrâneo, Seis em Sete, Smith Westerns, Sugarland, Sum 41, Retirando o Domingo, Taylor Swift, The Hush Sound, Clube de Polícia de Tóquio, Frank Turner e Luke Sital-Singh.

## Todas as aparências
- Tom Petty and the Heartbreakers
- Pack Up the Plantation: Live!
- Maiores sucessos
- Reprodução
- Antologia: ao longo dos anos
- Runnin' Down a Dream
- The Live Anthology
- Mojo Tour 2010 (Live Version)